# Mårten Larsson
Mårten Johannes Larsson, född 28 december 1919 i Stockholm, död 26 september 2001 på Lidingö, var en svensk arkitekt (SAR) och på fritiden även skådespelare.

## Biografi
Larsson, som utexaminerades 1945 från KTH skapade bland annat utställningshuset Skal och kärna vid H55-utställningen tillsammans med arkitekten Anders William-Olsson, som han varit klasskamrat med på Olofskolan, och hustrun inredningsarkitekten Lena Larsson (NK). Åren 1951–1953 var Larsson medlem av redaktionen för tidskriften PLAN.
Larsson var chef för bygdegårdsavdelningen vid LBF, Landsbygdens Byggnadsförening, 1945–1947. Anställd på Stockholms stads stadsplanekontor 1947–1950, hos Jöran Curman och Nils Gunnartz 1951–1953, på Bostadsstyrelsen 1953. Egen arkitektverksamhet tillsammans med Anders William-Olsson från 1954, samt konsult i stads- och husbyggnad.
Larsson var även VD för Svenska Slöjdföreningen 1966–1969 samt ordförande i Svenska arkitektföreningen 1975–1977.

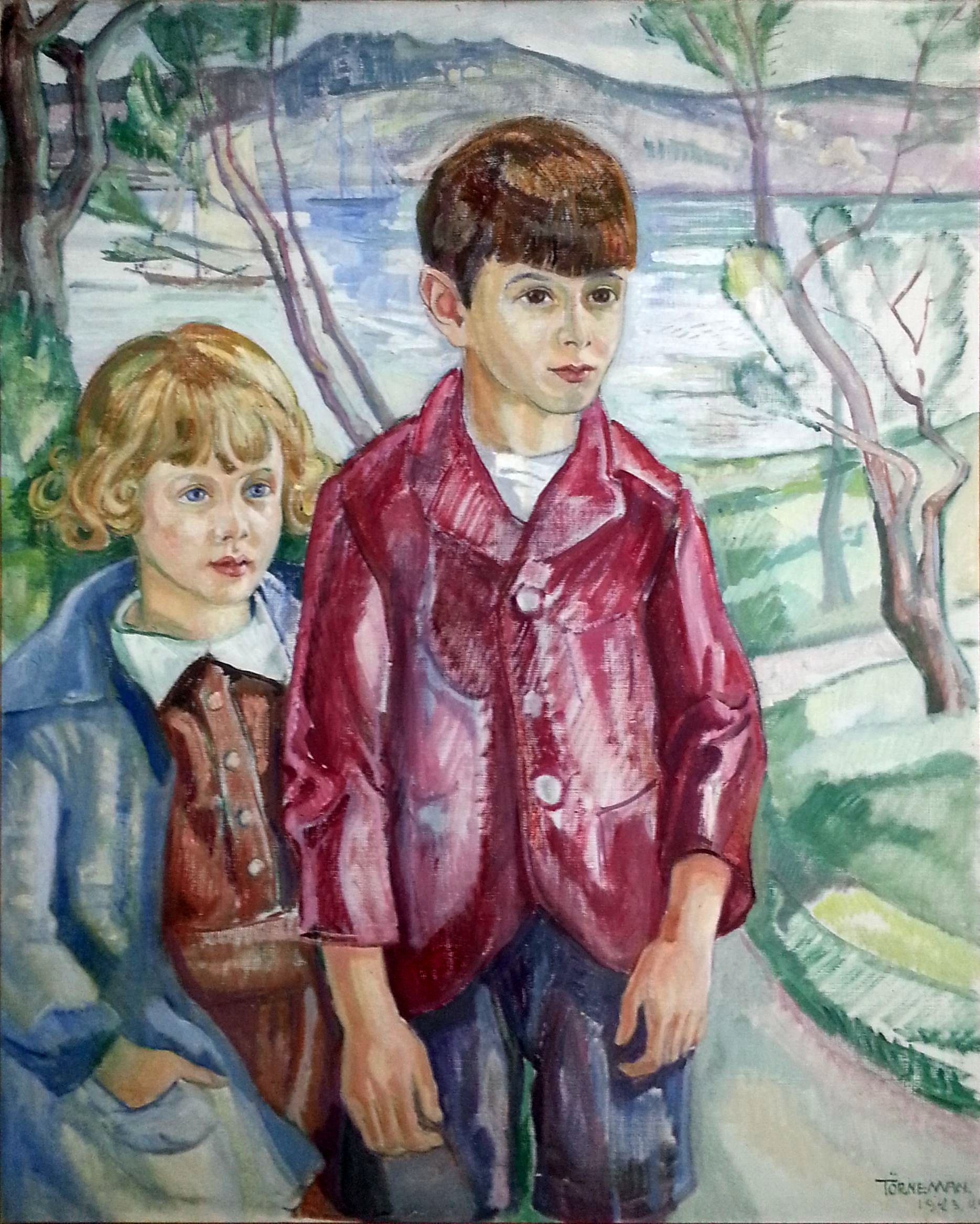
Två pojkar. Mårten och Yngve vid Mullberget av Törneman 1924.

Mårten Larsson var son till borgarrådet Yngve Larsson och Elin, född Bonnier och växte upp som bror till Verna, Matts, Ester, Richard och Yngve i Villa Mullberget på Djurgården. Larsson porträtterades 1923–1924 jämte äldre brodern Yngve i målningen Två pojkar av grannen och konstnären vid stadshusbygget Axel Törneman.
Familjen Larsson bodde i Radhusområdet i kvarteret Tegen större och mindre på Åkervägen 13 i Hersby på Lidingö. Larsson är gravsatt i minneslunden på Lidingö kyrkogård. Mårten och Lena Larsson fick fyra barn, däribland Kristina Torsson.

## Verk i urval
- Utställningen Bo på fritid i Ostermans marmorhallar (1952), tillsammans med Lena Larsson.
- Skal och kärna (1955)
- Mullberget, tillbyggnad (1962)[6]
- Södra Guldheden (1958–1960), tillsammans med Anders William-Olsson och Tage William-Olsson.[3]
- Ljunglöfs Litografiska AB, Sorterargatan, Vällingby (1958), tillsammans med Anders William-Olsson.
- Vällingby brandstation (1964)
- Brännkyrka församlingshem, tillsammans med Anders William-Olsson.

## Filmografi
- 1972 – Tårtan
- 1972 – Jag heter Stelios
- 1973 – Kvartetten som sprängdes (TV-serie)
- 1976 – Hallo Baby
- 1979 – Kristoffers hus
- 1982 – Ingenjör Andrées luftfärd
- 1989 – Nallar och människor